# Pasquale Mari

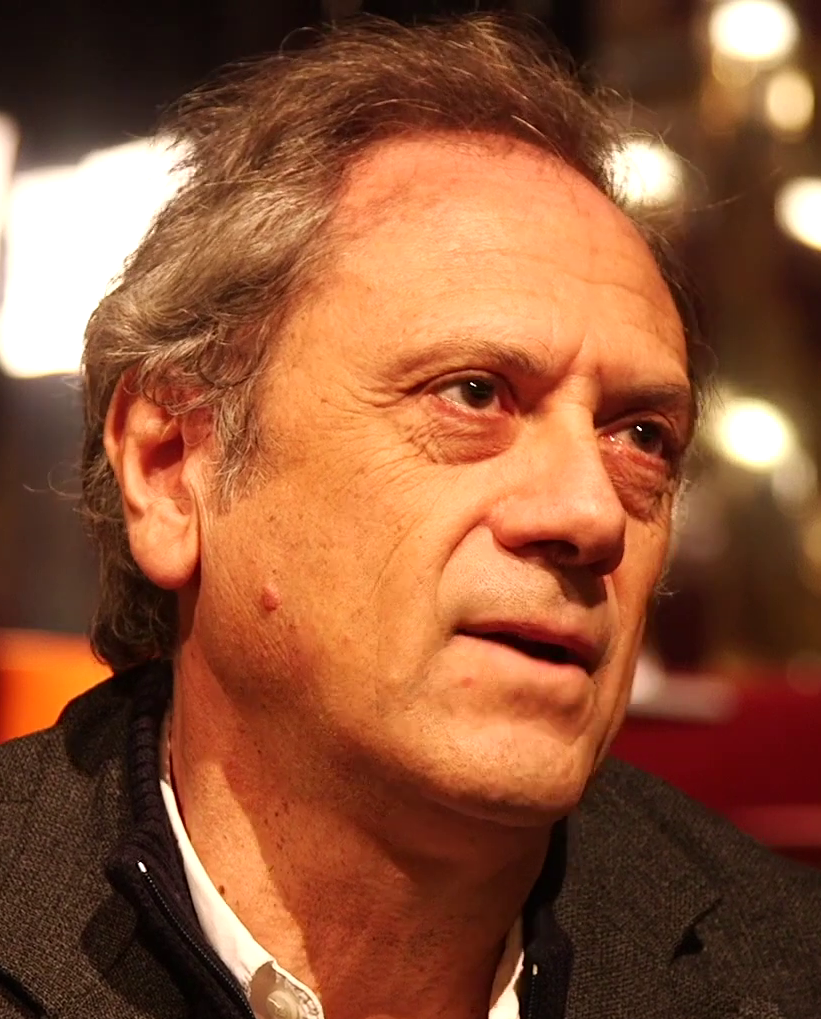
Paquale Mari al Teatro Stabile di Torino nel 2021

Pasquale Mari (Napoli, 26 dicembre 1959) è un direttore della fotografia italiano, candidato al David di Donatello e ai Nastri d'argento e vincitore del Premio Ubu.

## Biografia
Nel 1979 comincia a collaborare con il gruppo Falso Movimento di Mario Martone, poi divenuto Teatri Uniti. Negli anni lavora a produzioni sia liriche che teatrali, curando le luci per registi come lo stesso Martone, Valerio Binasco, Toni Servillo e Filippo Dini. Nel 2021 vince il Premio Ubu al miglior disegno luci per gli spettacoli Misery e Solaris.
Nel 1998 riceve una candidatura al David di Donatello come miglior direttore della fotografia per Teatro di guerra diretto da Martone; nel 2001 è direttore della fotografia di L'uomo in più di Paolo Sorrentino. Ha inoltre collaborato a film di Marco Bellocchio, Ferzan Özpetek e Francesca Archibugi.
Ha lavorato a progetti di Maurizio Cattelan, Cartier e CCCP; nel 2024 ha curato l'illuminazione del Padiglione Italia della Fiera del Libro di Francoforte.

## Filmografia
- Rasoi, regia di Mario Martone (1993)
- Il verificatore, regia di Stefano Incerti (1995)
- Isotta, regia di Maurizio Fiume (1996)
- Teatro di guerra, regia di Mario Martone (1998)
- La ballata dei lavavetri, regia di Peter Del Monte (1998)
- Il bagno turco, regia di Ferzan Özpetek (1998)
- Il diavolo in bottiglia e La salita, episodi di I vesuviani, regia di Mario Martone (1998)
- Pugni nell'aria, regia di Roberto De Francesco (1999)
- Prima del tramonto, regia di Stefano Incerti (1999)
- Harem suaré, regia di Ferzan Özpetek (1999)
- Placido Rizzotto, regia di Pasquale Scimeca (2000)
- L'uomo in più, regia di Paolo Sorrentino (2001)
- Le fate ignoranti, regia di Ferzan Özpetek (2001)
- Jurij, regia di Stefano Gabrini (2001)
- L'ora di religione, regia di Marco Bellocchio (2002)
- Gli indesiderabili, regia di Pasquale Scimeca (2003)
- Buongiorno, notte, regia di Marco Bellocchio (2003)
- La vita come viene, regia di Stefano Incerti (2003)
- Tre giorni di anarchia, regia di Vito Zagarrio (2003)
- La passione di Giosuè l'Ebreo, regia di Pasquale Scimeca (2005)
- Il regista di matrimoni, regia di Marco Bellocchio (2006)
- L'abbuffata, regia di Mimmo Calopresti (2007)
- Lezioni di volo, regia di Francesca Archibugi (2007)
- L'uomo di vetro, regia di Stefano Incerti (2007)
- Complici del silenzio, regia di Stefano Incerti (2009)
- Il prossimo tuo, regia di Anne Riitta Ciccone (2009)
- Gorbaciof, regia di Stefano Incerti (2010)
- La città ideale, regia di Luigi Lo Cascio (2012)

## Premi e riconoscimenti

### Cinema
- David di Donatello
  - 1998 – Candidatura alla migliore fotografia per Teatro di guerra

- Nastri d'argento
  - 2001 – Candidatura alla migliore fotografia per Placido Rizzotto
  - 2002 – Candidatura alla migliore fotografia per L'ora di religione
  - 2004 – Candidatura alla migliore fotografia per Buongiorno, notte
  - 2006 – Candidatura alla migliore fotografia per La Passione di Giosuè l'ebreo
  - 2007 – Candidatura alla migliore fotografia per Il regista di matrimoni

Teatro
- Premio Ubu
  - 2021 – Miglior disegno luci per Misery e Solaris